# South Bend (Washington)
South Bend é uma cidade localizada no estado norte-americano de Washington, no Condado de Pacific.

## Demografia
Segundo o censo norte-americano de 2000, a sua população era de 1807 habitantes.
Em 2006, foi estimada uma população de 1835, um aumento de 28 (1.5%).

## Geografia
De acordo com o United States Census Bureau tem uma área de
5,7 km², dos quais 4,7 km² cobertos por terra e 1,0 km² cobertos por água. South Bend localiza-se a aproximadamente 3 m acima do nível do mar.

## Localidades na vizinhança
O diagrama seguinte representa as localidades num raio de 28 km ao redor de South Bend.